# Рыжий, Валентин Леонидович
Валентин Леонидович Рыжий (23 января 1946, Минск — 21 июня 2021, Москва) — советский, российский театральный режиссёр, актёр, педагог.

## Биография
Валентин Рыжий родился 23 января 1946 года в Минске.
После окончания средней школы поступил в Белорусский Государственный Университет на факультет Радиофизики, откуда ушёл после второго курса.
В 1963 году поступил на актёрский факультет Белорусского театрально-художественного института (ныне Белорусская государственная академия искусств), который успешно окончил в 1967 году.
В 1968—1969 гг. проходил армейскую службу в Центральном театре Советской армии.
В 1975 году поступил в ГИТИС и в 1980 году окончил режиссёрский факультет (руководитель курса Завадский Ю. А.).
В 1985—1986 гг. проходил стажировку руководящих кадров при Министерстве культуры СССР (художественный руководитель Марк Захаров).
Скончался в Москве 21 июня 2021 года на 76-м году жизни. Прах захоронен в колумбарии на Ваганьковском кладбище.

## Театральный режиссёр
Валентин Рыжий в течение своей жизни в общей сложности поставил более 50 спектаклей. Гастролировал со своими спектаклями по США, Японии, Германии, Израилю и другим странам.
Работал режиссёром в Белорусском государственном молодёжном театре, в Театре-студии московской консерватории, в Ленкоме, в Театре на Таганке (заместитель Ю. П. Любимова по творческим и организационным вопросам; режиссёр-постановщик с 1995 по 2021 годы). Также был главным режиссёром в Московском молодёжном театре «На Красной Пресне» (ныне Театр «Около дома Станиславского»).
В Государственном специализированном институте искусств (сейчас РГСАИ) поставил пять спектаклей со слабослышащими актёрами.

## Спектакль «Москва—Петушки»
Одной из самых ярких режиссёрских работ Валентина Рыжего стала постановка спектакля по поэме Венедикта Ерофеева «Москва-Петушки». Сам Валентин об этом событии рассказывал так: «…В театре на Таганке много лет не прекращались попытки поставить „Москву-Петушки“, постоянно репетировались фрагменты, этюды, но что-то не складывалось. Вообще на Таганке много „рабочих“ спектаклей, которые не доходят до сцены. В случае же с „Петушками“ совпали интереса театра и мои собственные. Я знал, что этот спектакль нужен театру. На афишах Таганки всегда были лучшие имена, а Ерофеев был одним из наших великих современников, как Ю. В. Трифонов, А. А. Вознесенский и другие. Я хотел возродить то, что для меня было дорого в Театре на Таганке, и данный материал максимально этому содействовал. „Москва-Петушки“ был одним из трёх спектаклей, которые Любимов пропустил в репертуар. Потом ещё требовались усилия, чтобы сохранить его в репертуаре…».
Главную роль Венечки исполнил актёр Александр Цуркан. Роль его возлюбленной — Ирина Линдт. Композитор — Василий Немирович-Данченко (с которым В. Рыжий поставил около двадцати спектаклей). В качестве музыканта, исполнителя и композитора приглашён известный авангардный саксофонист-импровизатор Сергей Летов. В создании спектакля принимали участие: Марат Фаттахов, Иван Рыжиков, Анатолий Белый, Владислав Маленко.
«…Абстрактность и минимализм декораций вкупе с музыкой Шостаковича, Василия Немировича-Данченко и Сергея Летова — часть стилистики напряжённого экспрессионизма, в которой, вполне в духе классической Таганки, поставил „Петушки” ученик Ю. П. Любимова Валентин Рыжий…».
Автор: Лидия Панн. «Русская мысль», № 4136, 25 — 31 июля 1996 г.
После премьеры на Таганке спектакль был очень хорошо принят в США и Израиле. В Иерусалиме, например, директор театра уговорил труппу сыграть пьесу ещё раз для тех, кто не смог попасть в зал.
«…Я не видел ни одной работы, сделанной Рыжим ранее. Эта — с точки зрения постановки — практически безупречна… Второй архитектор успеха — актёр Александр Цуркан. Почти два часа он не сходит со сцены, вытягивая как всю „разговорную“ часть богатейшей интонациями и подтекстами ерофеевской поэмы, так и небывалую для российской сцены пластическую линию роли. Диапазон его актёрских приёмов необычайно широк… Есть ещё и третий соавтор успеха спектакля. Это замечательный джазовый музыкант Сергей Летов. Как и Цуркан, он практически весь спектакль не уходит со сцены, играя при этом на самых разнообразных духовых инструментах. При такой музыкальной квалификации Летову ничего не стоило превратить спектакль в свой сольный концерт… Прилично смотрится в роли возлюбленной Венечки и актриса Ирина Линдт. Её эксцентрический, почти цирковой номер является одной из подлинных вершин спектакля…».
Автор: Борис Слуцкий. Источник: «Русский израильтянин», № 31 (83), 4 августа 1998 г.
«…Спектакль „Москва — Петушки“ возвращает нам старую, бесстрашную и дерзкую Таганку, балансирующую на острие бритвы…».
Автор: Соня Райская. Источник: «Наш Иерусалим», 29 июля 1998 г.
«…Настоятельно рекомендую не пропустить гастроли Таганки — безмерная любовь к человеку, подарившему нам гениальную поэму, поэму о нас самих, о нашем времени, очень выразительно передана артистами театра, наслаждение от встречи с прекрасным ещё долго будет удерживать вас в своём сладком плену».
Автор: Инна Когосова. Источник: «Шанс», № 26, 25 июня — 2 июля 1998 г.
«…Сама проза Ерофеева горяча и требуется такт и мастерство, чтобы эмоции не выкипали, а оставались постоянно в состоянии кипения, чтобы спектакль по произведению, где „белая горячка“ — одна из героинь”, стал произведением искусства. Валентин Рыжий корректно подошёл к тексту и отобрал определённые фрагменты, которые тонко сплёл в цепь «мини-трактатов», «мини-эссе», стихотворений в прозе и щемящей лирики…».
Автор: Наталья Стеркина. Источник: «Теленеделя» (США), 25 сентября — 1 октября 2000 г.

## Актёр
В разное время работал актёром в Национальном Академическом театре имени Янка Купалы (Минск, республика Беларусь), в Государственном академическом театре имени Моссовета, в Театре на Таганке. Снимался в кино: «Жизнь и смерть дворянина Чертопханова» (1971), «Золотое крыльцо» (1972), «Горя бояться — счастья не видать» (1973), «Банды» (2010), а также во многих телеспектаклях: «Братья Карамазовы» (1997), «Шарашка» (1998) и других.

## Педагог
С 1985 по 1995 годы работал художественным руководителем на отделении музыкально-речевых жанров эстрады в Музыкальном училище имени Гнесиных.
В 1985—1986 гг. был преподавателем актёрского мастерства на высших режиссёрских курсах при ВГИКе.
За свою педагогическую деятельность выпустил несколько актёрских курсов; последний — в ГИТИСе в 2006 году. Доцент ГИТИСа и Щукинского училища.

## Избранные театральные режиссёрские работы
- Страсти под вязами — дипломный спектакль по пьесе Юджина О’Нила «Любовь под Вязами», 1979, Ногинск
- Как закалялась сталь — по одноимённой повести Н. А. Островского, 1981, Минск. Посвящёна последней работе В. Э. Мейерхольда «Одна жизнь»
- Колыбель четырёх волшебниц — по одноимённой пьесе В. С. Короткевича, 1982, Минск.
- Гуманоид — по пьесе А. Г. Хмелика «Гуманоид в небе мчится», 1983, Минск.
- Москва-Петушки — по одноимённой поэме Венедикта Васильевича Ерофеева, 1995, Театр на Таганке, Москва.
- Скотопригоньевск (по роману Ф. М. Достоевского «Братья Карамазовы», 1997, Театр на Таганке, Москва). Также исполнял в этом спектакле роли Старца Зосимы, Григория, доктора Судейкина.
- Преследование и убийство Жана Поля Марата, разыгранное постояльцами психиатрической лечебницы в Шарантоне под руководством Маркиза де Сада (по пьесе Петера Вайса, 1999 год, Театр на Таганке, Москва). Данная работа посвящёна 100-летию Рубена Симонова и 80-летию Юрия Любимова.
- Шарашка (по роману А. И. Солженицына «В круге первом»), где также исполнял роль Рубина. 1998, Театр на Таганке, Москва.